# Jabłonowo Pomorskie
Jabłonowo Pomorskie é um município da Polônia, na voivodia da Cujávia-Pomerânia e no condado de Brodnica. Estende-se por uma área de 3,35 km², com 3 782 habitantes, segundo os censos de 2017, com uma densidade de 1129,0 hab/km².